# أكسل أريكسون (منافس ألعاب قوى)
أكسل أريكسون هو منافس ألعاب قوى سويدي، ولد في 14 أبريل 1903، وتوفي في 26 فبراير 1960.

## وصلات خارجية
- أكسل أريكسون على موقع أوليمبيديا (الإنجليزية)
- أكسل أريكسون على موقع اللجنة الأولمبية السويدية (السويدية)